# 木屋町停留場
木屋町停留場（きやちょうていりゅうじょう）は、愛媛県松山市木屋町3丁目にある伊予鉄道城北線の駅である。駅番号は10。市内電車（松山市内線）の1、2号線が使用する。

## 歴史
- 1895年（明治28年）8月22日 - 道後鉄道の駅として開業[2]。
- 1900年（明治33年）5月1日 - 伊予鉄道との合併に伴い。同社の道後線の駅となる[3][4][2]。
- 1927年（昭和2年）4月3日 - 城北線の当駅 - 一万（現・上一万）間が開通。道後線の道後駅 - 木屋町間が廃止され、残余区間は城北線に編入。同線単独の駅となる[2]。
- 1951年（昭和26年） - 城北線が15分間隔での運行から10分間隔での運行になることに伴い、行き違い線を設置[2]。
- 1971年（昭和46年）以前 - タブレット閉塞を廃止[2]。

## 構造
相対式ホーム2面2線の交換可能停留所。上下線ともホームが長く、2両が同時に停車できる。

### のりば
| ホーム | 路線   | 行先                          |
| ------ | ------ | ----------------------------- |
| 1      | ■1号線 | 環状 大街道・松山市駅方面     |
| 2      | ■2号線 | 環状 JR松山駅前・松山市駅方面 |

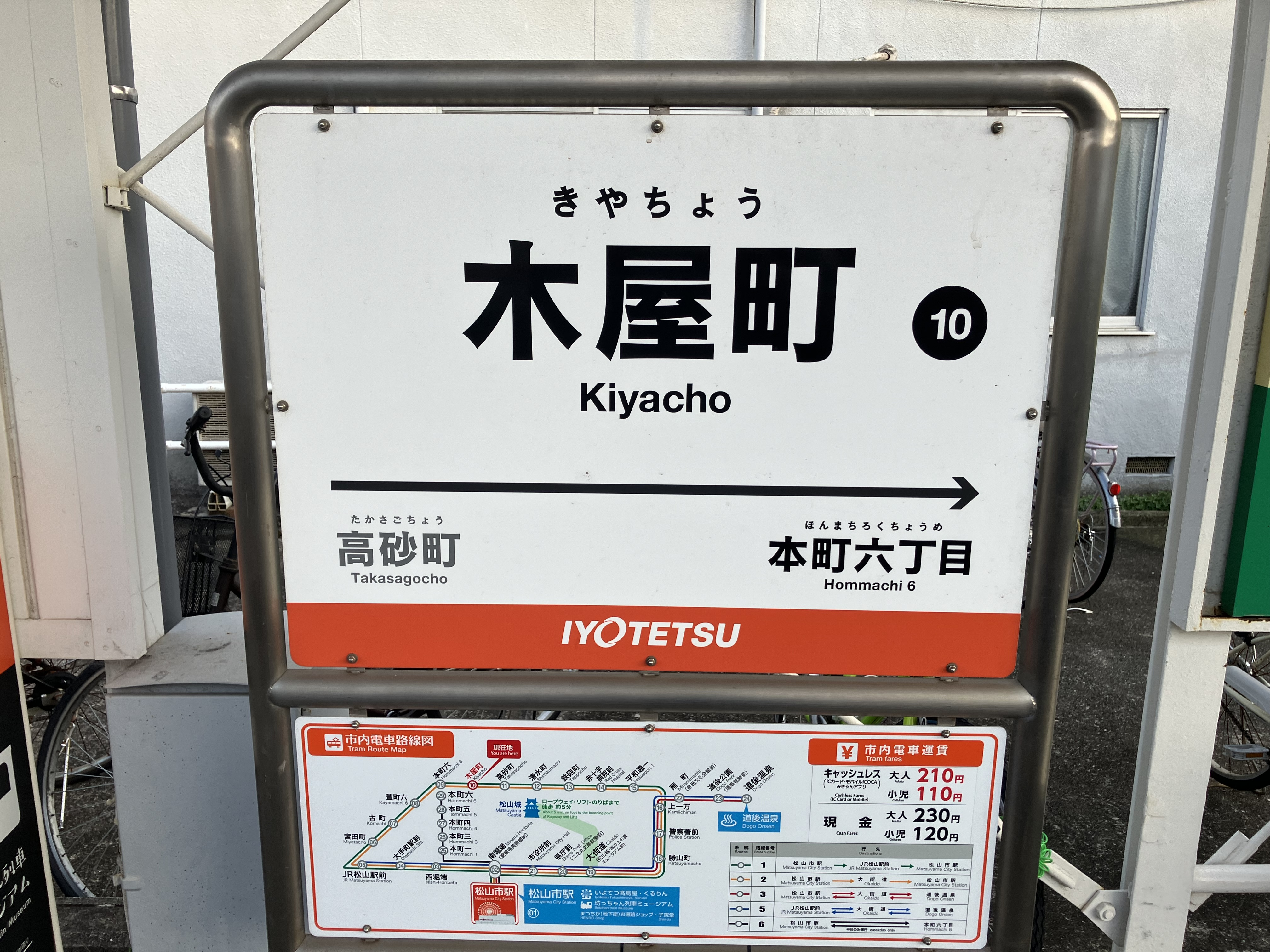
駅名標（2025年7月）

## 周辺
- 愛媛大学御幸男子寮

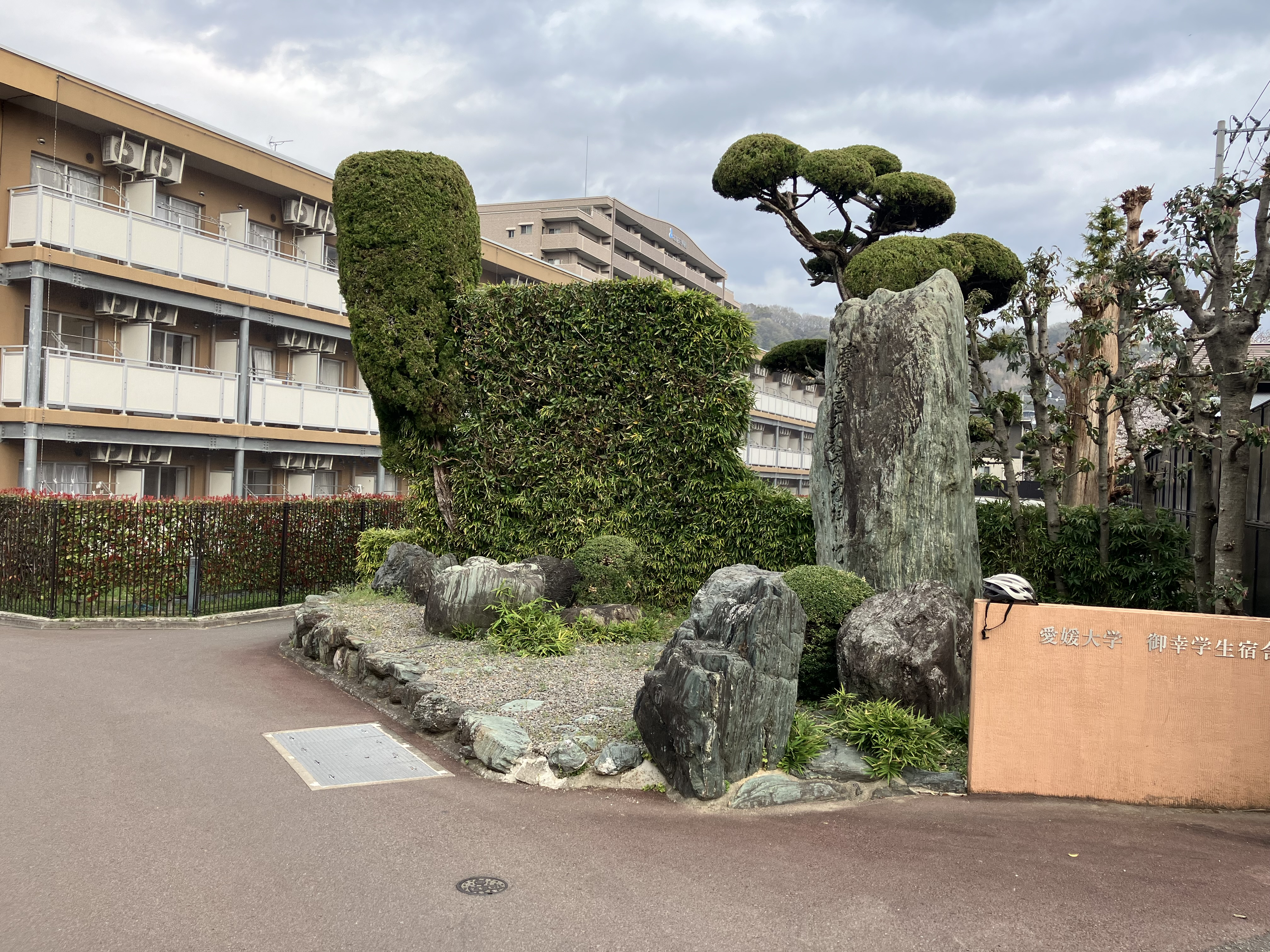
愛媛大学御幸男子寮（2025年3月）

## 隣の停留場
伊予鉄道
環状線（■1号線・■2号線）
本町六丁目停留場 (09) - 木屋町停留場 (10) - 高砂町停留場 (11)